# Juan Pico Domínguez

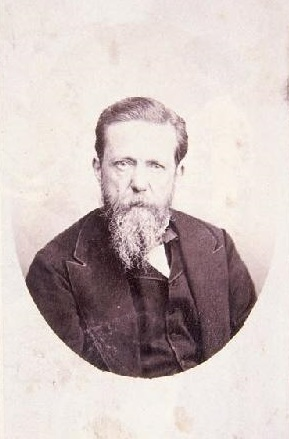
Juan Pico Domínguez, fotografía de J. Laurent. Museo de Historia de Madrid.

Juan Pico Domínguez (París, 8 de noviembre de 1819-Madrid, 17 de febrero de 1874) fue un abogado y político republicano español. Fue elegido diputado constituyente por el distrito de Badajoz en sustitución de Adelardo López de Ayala en las elecciones parciales del 3 de febrero de 1870. Senador luego por la provincia de Cádiz para el periodo 1872-1873, y director general de Propiedades y Derechos del Estado con la Primera República, cargo del que dimitió en los primeros días de 1874 por enfermedad.
Nacido en París, donde su padre liberal doceañista había encontrado refugio, a los dos años, restablecido el sistema constitucional, la familia pudo volver a España, instalándose en Brozas, provincia de Cáceres. Un año después murió el padre, siendo comandante de la Milicia Nacional y dejando al hijo una mediana fortuna. En 1827 se trasladó a Madrid para cursar estudios de letras. Afectado por el cierre de las universidades entre 1830 y 1832 hubo de estudiar filosofía en el convento de Santo Tomás de Madrid, de donde pasó a Cáceres y de allí a Salamanca a estudiar leyes. Ejerció de abogado en Cáceres a la vez que alcanzó el grado de comandante de caballería de la Milicia Nacional. Con el triunfo de la revolución de 1854 fue designado alcalde de Brozas, tocándole hacer frente a los estragos del cólera, del que él mismo enfermó.
En 1856 fue detenido por negarse a desarmar la milicia. Puesto en libertad poco después se trasladó a Madrid. A raíz de la sublevación del cuartel de San Gil en junio de 1866, en cuya preparación tuvo alguna intervención, hubo de exiliarse en Francia tras haber luchado infructuosamente en las barricadas del distrito Norte de la capital. En el exilio siguió conspirando, integrándose en 1867 en la Junta revolucionaria del partido republicano formada en Lisboa. Con la Revolución de 1868 pudo volver a Madrid, donde entró a formar parte de diversos comités y clubes republicanos. Presidió una de las reuniones del circo Price en las que se fundó el Partido Republicano Democrático Federal. El 5 de octubre de 1869 fue detenido en Badajoz a donde había marchado para encabezar el alzamiento federal. Puesto en libertad, al haber contraído en prisión una grave enfermedad, en febrero de 1870 fue elegido diputado por Badajoz. Fue uno de los diputados firmantes del manifiesto contra la Declaración de la prensa republicana de Madrid promovido por los defensores de una república unitaria. Ya como senador en representación de Cádiz participó en la reunión conjunta de las dos cámaras que proclamó la república tras la abdicación de Amadeo de Saboya.
Fue redactor o colaborador en Madrid de La Asociación, Las Barricadas, El Hijo del Pueblo, La Discusión y La Igualdad.